# Kärrdahl

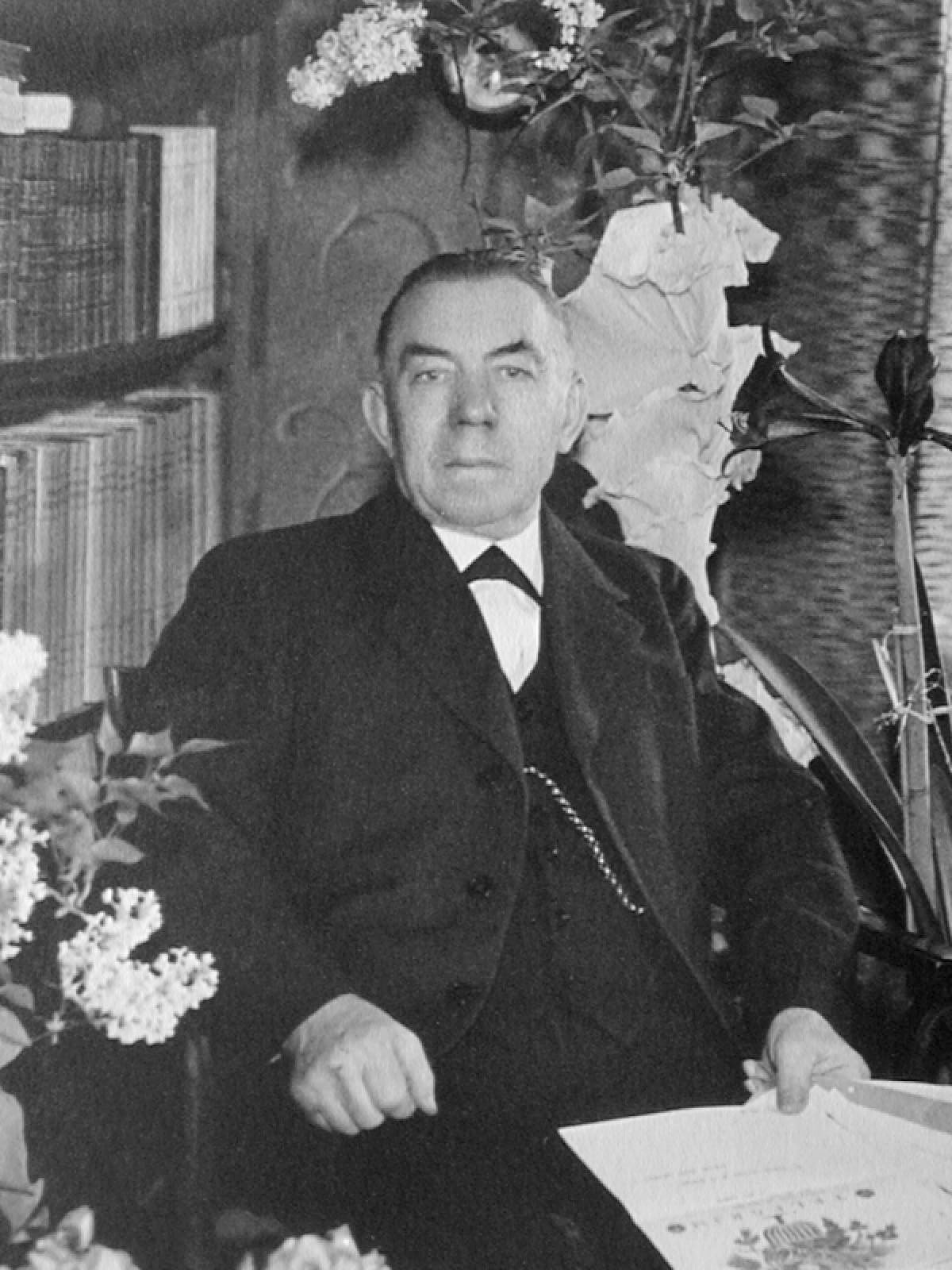
Johan August Kärrdahl (1865–1939)

Släktnamn först antaget av Johan August Kärrdahl (1865–1939), född Carlsson. Han vistades ganska mycket på gården Kärragärde, tillhörande sin morbror, i Veddige under sin uppväxt. När han sedan skulle börja studera i Göteborg antog han namnet Kärrdahl som kan härledas till gårdsnamnet.
Parallellt med studierna undervisade han svagare elever. Han tog ingen examen på grund av att pengarna för studier och uppehälle tog slut.
Efter studierna arbetade han några år som informator. Han drev under några år affär i Rolfstorp. Därefter var han en tid handelsresande. Efter att ha haft ett antal olika yrken såsom Arbetare, Textilarbetare, Kontorsbiträde, Kontorist slutade han sin yrkesverksamhet med att driva ett bokbinderi i Varberg.
Gift 1895 med Emma Andersdotter (1867–1958).
Fick barnen Agnhild Kärrdahl 1896–1984, Ingeborg Kärrdahl (1898–1899), Lillan Kärrdahl (1900, dödfödd), Alrik Kärrdahl (1901–1981), Thor Kärrdahl (1902–1995), Ingeborg Kärrdahl (1903–1994).